# Chiesa di Sant'Atenogene
La chiesa di Sant'Atenogene è un luogo di culto cattolico di Maropati, nella frazione Tritanti.

## Storia
La chiesa viene menzionata per la prima volta nel registro Vaticano per la Calabria, in una bolla di Pio IV che assegna a don Pietro Antonio Carcea, dottore in ambo le leggi, la cura della parrocchia, il 10 aprile 1562. Nella visita pastorale di Monsignore Marco Antonio Del Tufo dell'anno 1586, il cappellano della chiesa di Tritanti era don Vincenzo Condò, nel 1705 e nel 1708, il rettore della parrocchia era don Matteo Francone. La chiesa annoverava sei altari; di Santa Lucia, di Sant’Atenogene, della Madonna del Rosario, del Santissimo Sacramento, di San Sebastiano e della Madonna del Carmine. Ogni cappella possedeva terre e possedimenti, la cappella di Santa Lucia doveva essere molto vistosa, da un atto del notaio Pasquale Jaconis del 19 marzo dell'anno 1784, si ha notizia che il sig. Antonino Zaccheria affrancò un dovuto peso per la cappella, al sig. Giuseppe Guerrisi attuale procuratore della cappella di Santa Lucia.
Distrutta completamente dal terremoto del 1783, venne ricostruita grazie all'Arciprete don Antonino Guerrisi, la statua di Sant’Atenogene vescovo e martire, secondo il sacerdote Gesualdo Noto, fu realizzata nel 1791 dallo scultore Domenico De Lorenzo, su commissione dell'Arciprete Guerrisi. Da indagini più recenti e accurate, la statua è stata datata al 1801 e realizzata a cura dell'Arciprete don Francesco Gallizzi.
La vecchia chiesa, subbi molti danni dall'alluvionali del 1951; il nuovo edificio viene progettato nel 1957, sorge sulle macerie della vecchia parrocchia, viene benedetta nel 1958 alla fine di aprile.

## Festività e ricorrenze
- Festa di Sant'Atenogene (16 luglio, con processione per le vie di Tritanti).[13]

## Titoli
- Chiesa sussidiaria. La chiesa di Sant'Atenogene era sede dell'omonima parrocchia fin dal XVI secolo, con giurisdizione sul centro abitato di Tritanti. Nel 2005, a seguito della fusione con la parrocchia di San Giorgio Martire di Maropati, avvenuta con decreto di monsignor Luciano Bux vescovo della diocesi di Oppido Mamertina-Palmi, la chiesa è divenuta sussidiaria della nuova Parrocchia dei Santi Giorgio e Atenogene, che ha la giurisdizione su tutto il territorio comunale di Maropati.[14]